# 마다가스카르큰머리거북

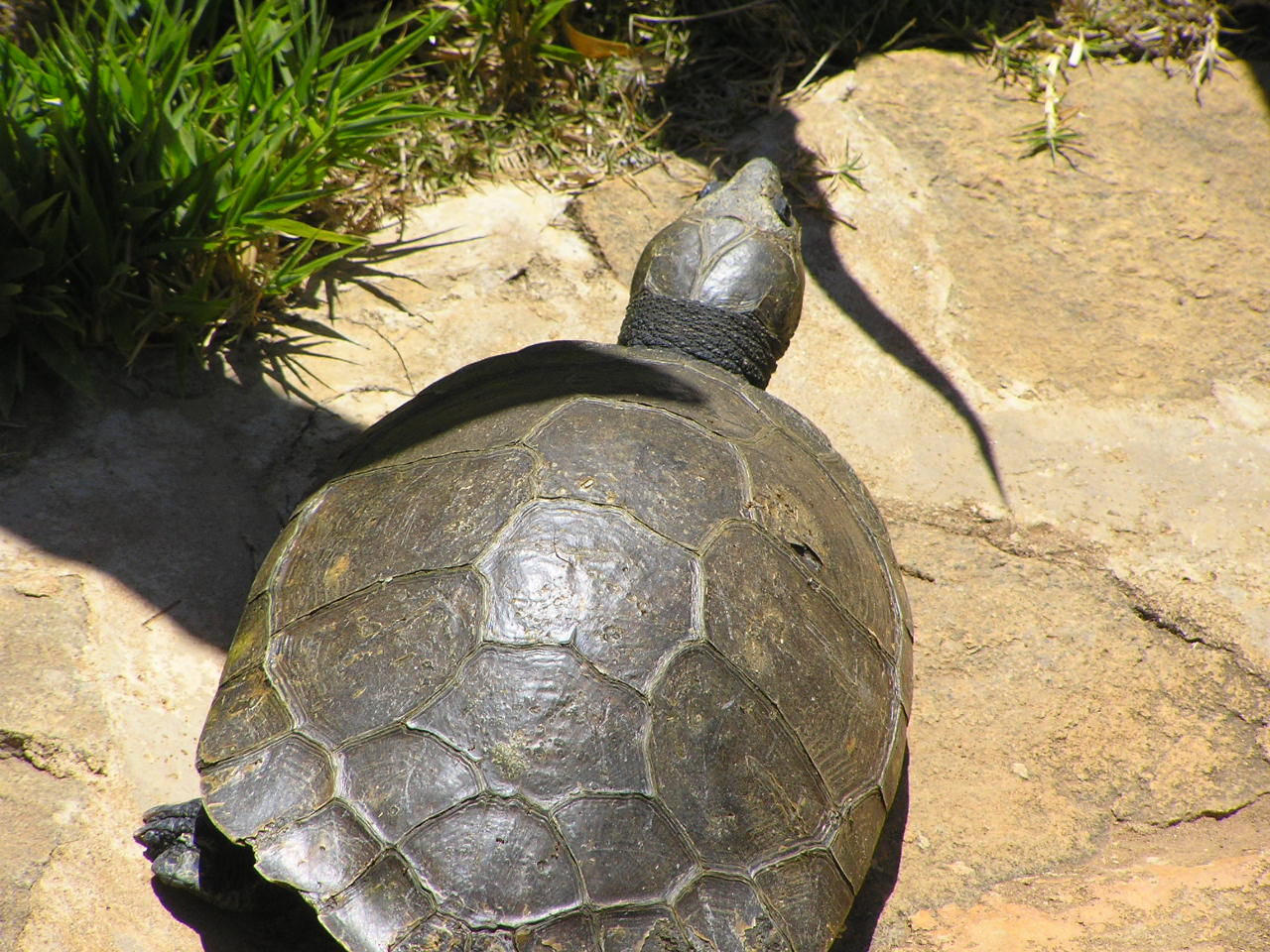

마다가스카르 큰머리 거북(학명:Erymnochelys madagascariensis)는 곡경아목 큰가로목거북과에 속하는 거북이다. 몸길이는 60~70cm로 중형의 크기를 가진 거북이다.

## 특징과 먹이
마다가스카르 큰머리 거북은 이름에서도 나오듯이 다른 거북에 비해 큰머리를 가진 것이 특징이다. 그것은 신체의 모든 부분을 둘러싸고 있는 어두운 갈색의 쉘을 가지고 있으며 갑피에 무늬와 갈래가 없다. 또한 알에서 깨어난지 얼마 안된 어린 거북이는 껍질에 미세하게 작은 검은색의 선을 가지고 있지만 자라면서 사라지게 된다. 또한 콧구멍이 앞쪽으로 쏠려 있으며 눈이 검은색을 띄고 있다. 먹이로는 수생 식물, 과일, 씨앗과 물고기와 곤충 등을 먹고 사는 잡식성의 거북이 된다.

## 서식지와 보호 활동
마다가스카르 큰머리 거북의 주요한 서식지는 마다가스카르이며 오로지 마다가스카르에서만 서식하는 특산종이다. 마다가스카르에 있는 강이나 호수에서 주로 서식하는 종이다. 마다가스카르 큰머리 거북은 약용으로도 쓰여 야생에서 심각한 남획이 되었기 때문에 국제 자연 보전 연맹(IUDC)가 정한 멸종위기등급에서 위급의 등급을 가진 멸종위기종으로 마다가스카르라는 국가뿐만 아니라 국제적으로도 개체수의 보호를 받는 종이다.

## 같이 보기
- 거북
- 파충류
- 아프리카
- 마다가스카르